# Абдиева, Музафара
Музафара Абдиева (24 января 1957, Самаркандская область, Узбекская ССР) — узбекский преподаватель и политический деятель, депутат Законодательной палаты Олий Мажлиса Республики Узбекистан IV созыва. Член Социал-демократической партии «Адолат».

## Биография
Окончила Ташкентский государственный университет (ныне Национальный университет Узбекистана).
В 2020 году избрана в Законодательную палату Олий Мажлиса Республики Узбекистан IV созыва, а также назначена на должность члена Комитета по вопросам охраны здоровья граждан Законодательной палаты Олий Мажлиса Республики Узбекистан.

## Примечание
1. ↑  Депутаты. parliament.gov.uz. Дата обращения: 30 января 2022. Архивировано 30 января 2022 года.